# Carole Jacques
Pour les articles homonymes, voir Jacques.
Carole Jacques B.A., LL.B. (née le 12 juin 1960) est une avocate et une femme politique fédérale du Québec.

## Biographie
Carole Jacques devient député du Parti progressiste-conservateur dans la circonscription de Montréal—Mercier lors des élections de 1984. Réélue dans Mercier en 1988, elle quitta le Parti progressiste-conservateur en 1993. Tentant de se faire réélire sans le soutien d'aucun parti politique, elle termine troisième derrière les candidates libérale et bloquiste.